# Principato di Teodoro
Il Principato di Teodoro (forma breve di Principato della città di Teodoro e del litorale, in greco Αὐθεντία πόλεως Θεοδωροῦς καὶ παραθαλασσίας?), conosciuto anche come Gotia (in greco Γοτθία?), fu un piccolo principato nel sud-ovest della Crimea esistito tra il XII secolo fino al 1475. La capitale del principato di Teodoro era Doros, che ora è conosciuta come Mangup.

## Storia
Già sul finire del XII secolo la penisola di Crimea si era staccata dall'Impero bizantino, ma subito dopo il sacco di Costantinopoli nel 1204 alcune sue parti furono incluse nell'Impero di Nicea. Questa dipendenza non fu mai molto forte e fu infine sostituita dai Mongoli invasori, che nel 1238 si riversarono nella penisola, ne occuparono l'est e imposero un tributo sulla metà occidentale, compresa la Gotia. A parte il tributo la loro influenza fu limitata, lasciando le questioni amministrative nelle mani dei nativi.
Nelle cronache storiche, all'inizio del XIV secolo si menziona per la prima volta un Principato di Gotia durante il regno di Andronico III Paleologo (1328-1341). Altri riferimenti risalgono al corso del XIV secolo, con un certo Dmitry, uno dei tre principi tartari nella battaglia delle Acque Blu (1362/1363 circa), definito come principe di Gotia. Il nome, in questo caso, potrebbe essere il nome di battesimo di un signore tartaro di Mangup, chiamato Khuitani. Il nome Teodoro (nella forma corrotta Θεοδωραω) appare per la prima volta in un'iscrizione greca anch'essa datata al circa 1361/1362 relativa alla città di Mangup e poi ancora la città è chiamata Theodoro Mangop in un documento genovese del 1374. Qualunque sia la sua provenienza di questo nome, l'appellativo rimase e la città venne chiamata Teodoro o nella sua variante Doros.
Dagli anni 1420 si ha anche la titolatura ufficiale del principe "Signore della città di Teodoro e della regione marittima" (αὐθέντης πόλεως Θεοδωροῦς καὶ παραθαλασσίας). Questo principato aveva assunto il ruolo che in precedenza aveva assunto il thema Cherson, verso l'Impero bizantino, visto che la regione era appena stata riconquistata dall'imperatore bizantino, Manuele I Comneno. La sua lingua ufficiale fu il greco, anche se la maggior parte della popolazione era formata da un misto di Greci, Goti di Crimea, Alani, Bulgari, Kypchak ed altri, i quali professavano perlopiù la religione ortodossa.
Nel 1395 Tamerlano invase la penisola di Crimea, distruggendo diverse città tra cui Teodoro. Dopo la sua morte nel 1404 il principato crebbe fino a diventare una delle potenze più significative del Mar Nero, approfittando di un periodo di instabilità genovese e dell'abbandono delle sue colonie del Mar Nero, ma anche dell'ascesa del Khanato di Crimea. Nel 1432 questo principato si schierò con Venezia contro Genova a causa della promessa di quest'ultima di concedere al Gotia l'accesso al mare.

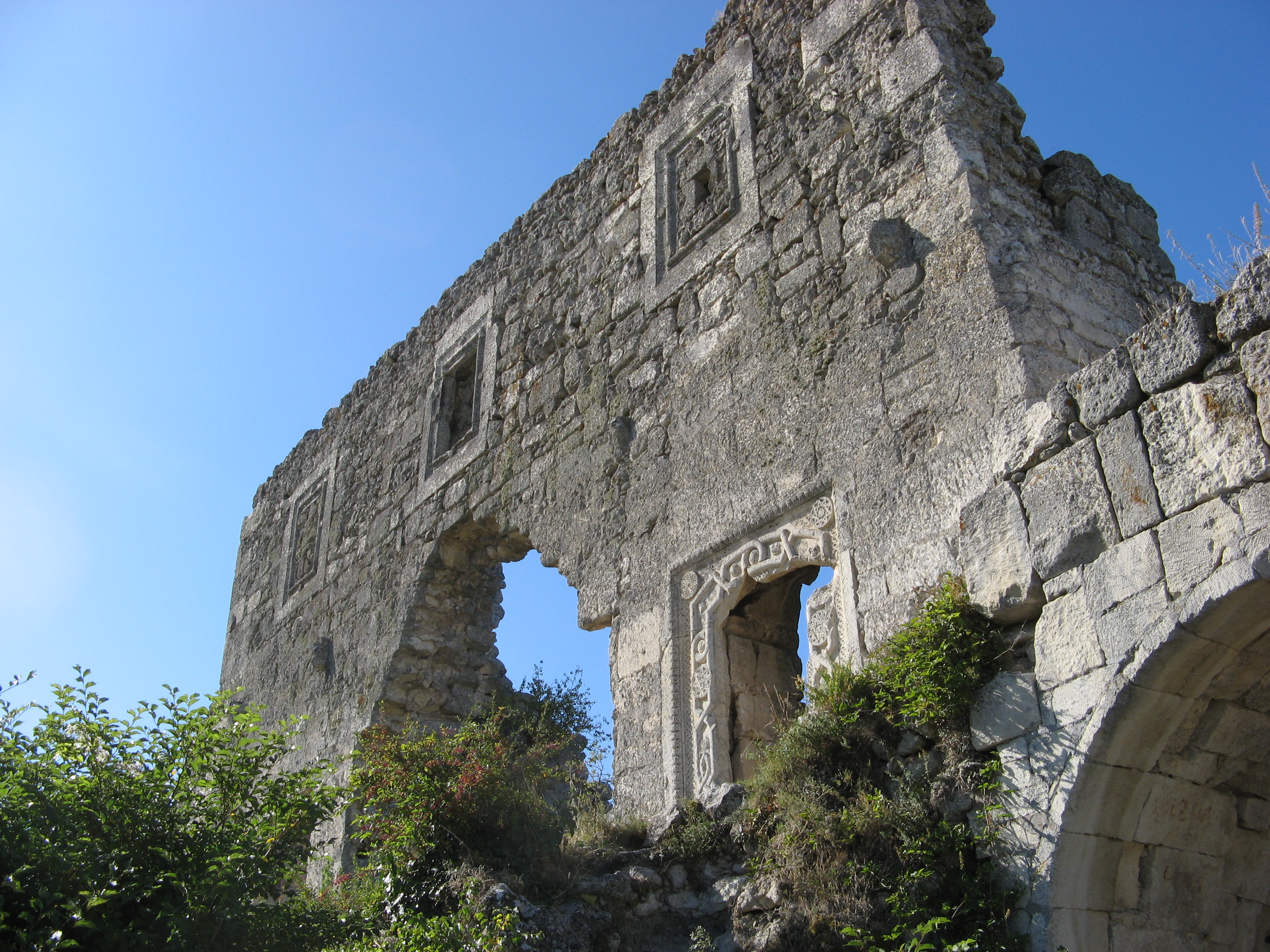
Rovine della fortezza di Mangup/Teodoro/Doros

Il principato aveva relazioni pacifiche con l'Orda d'Oro al suo nord, pagando un tributo annuale come vassalli, ma era in costante lotta con le colonie genovesi a sud per l'accesso alle coste e al commercio che passava attraverso i porti di Crimea. Una stretta striscia di terra costiera da Balaklava a ovest a Alushta) a est, inizialmente parte del principato, cadde presto sotto il controllo genovese. I greci locali chiamavano questa regione Parathalassia (in greco Παραθαλασσια?, "riva del mare"), mentre sotto il dominio genovese era conosciuta come Capitanata di Gotia. Dopo aver perso i porti sulla costa meridionale venne costruito un nuovo porto chiamato Avlita alla foce del fiume Čërnaja e lo fortificarono con la fortezza di Kalamata (moderna Inkerman).
Nel maggio 1475, il comandante ottomano Gedik Ahmet Pascià conquistò Caffa e alla fine dell'anno, dopo cinque mesi di assedio, anche Mangup, la capitale del principato, cadde nelle mani ottomane. Mentre gran parte del resto della Crimea rimase al Khanato di Crimea, ora vassallo dell'Impero ottomano, le ex terre del principato di Teodoro e la Crimea meridionale, ex genovese, furono amministrate direttamente dalla Sublime porta.
Con la caduta di Mangup, il Principato di Teodoro aveva cessato di esistere e portando con sé l'ultimo residuo dell'impero bizantino.
È tradizionalmente considerato come l'ultimo stato diretto erede dell'Impero bizantino, e quindi dell'Impero romano, ad essere stato sottomesso in linea cronologica.

## I Gavra
La dinastia bizantina che governava il principato di Teodoro, quella dei Gavra (chiamati Chowra dai turchi) era di discendenza armena. Questa dinastia manteneva un'alleanza dinastica con Trebisonda, grazie ai matrimoni con i Mega Comneni (ossia la dinastia dei Comneni), i regnanti di quell'impero. Verso la fine del XIV secolo, un ramo della dinastia dei Gavra emigrò a Mosca, dove fondò il monastero Simonov. I Gavra divennero in seguito un'importante famiglia moscovita, dove ricoprirono la carica ereditaria di tesoreri di Moscovia. Nel XVI secolo, la famiglia si biforcò nei Golovin (vedasi Fyodor Golovin e Avtonom Golovin grandi rappresentanti della famiglia) e nei Tretiakov.

## Principi di Teodoro
I principi di Teodoro furono:
- Teodoro I Gavra
- Teodoro II Gavra (1204-?)
- ? Gavra
- Demetrio Gavra (dopo il 1362 — prima del 1368)
- ? Gavra
- Basilio Gavra
- Stefano Gavra, figlio di Basilio (? - 1402)
- Alessio I Gavra, figlio di Stefano (1402 - 1434)
- Alessio II Gavra, figlio di Alessio I, (1434 - 1444)
- Giovanni Gavra detto l'Olubey, figlio di Alessio I, (1444 - 1460)
- ? Gavra (1460-1471)
- Isacco Gavra, figlio di Alessio I, (1471 - giugno 1474)
- Alessandro Gavra, figlio di Alessio II, (giugno 1474 - dicembre 1475)